# Estadio Nacional (Metropolitano)
La estación Estadio Nacional es una estación del Metropolitano en Lima. Está ubicada en la intersección de la Vía Expresa Paseo de la República con los jirones Sebastián Barranca y Madre de Dios, en el límite de los distritos de Lima y La Victoria. En sus alrededores destacan el Estadio Nacional del Perú (que da nombre a la estación) y el Parque de la Reserva.

## Características
Tiene cuatro plataformas para el embarque y desembarque de pasajeros, la entrada se ubica en el nivel superior junto al puente peatonal que comunica los jirones Sebastián Barranca (La Victoria) y Madre de Dios (Cercado de Lima) sobre la Vía Expresa Paseo de la República. Cuenta con escaleras y ascensor (solo personas con movilidad reducida) para descender al primer nivel de la estación, además de máquinas y taquilla para la compra y recarga de tarjetas.

### Troncales
| Servicio troncal | Indicador  | Lunes a viernes | Lunes a viernes | Sábado        | Sábado        | Domingo       | Domingo       |
| Servicio troncal | Indicador  | Norte a Sur     | Sur a Norte     | Norte a Sur   | Sur a Norte   | Norte a Sur   | Sur a Norte   |
| ---------------- | ---------- | --------------- | --------------- | ------------- | ------------- | ------------- | ------------- |
| Regular          | Regular C  | 10:00 - 23:00   | 10:00 - 23:00   | 05:00 - 23:00 | 05:00 - 23:00 | 05:00 - 22:00 | 05:00 - 22:00 |
| Expreso          | Expreso 1  | 05:30 - 21:00   | 05:00 - 21:00   | 06:30 - 21:00 | 06:00 - 21:00 | 06:30 - 21:00 | 06:00 - 21:00 |
| Expreso          | Expreso 12 | 05:45 - 10:00   | Sin Servicio    | Sin Servicio  | Sin Servicio  | Sin Servicio  | Sin Servicio  |